# 斎藤勲
斎藤 勲（さいとう いさお、1941年  - ）はフリーライター、作家。

## 略歴
大阪生まれ。1965年、早稲田大学第一政経学部経済学科卒業。徳間書店勤務ののち、フリーライターとして『平凡パンチ』などで活躍。
また、「日刊ゲンダイ」「FOCUS」の創刊にかかわる。「FOCUS」では創刊から廃刊までの20年間、アンカー・ライターをつとめた。
舎人周、舎人栄一の筆名でも、著作がある。編集プロダクション「iSプランニング」を主宰した。

## 著作

### 斎藤名義
- ソノときの台詞 : 女をくどき、せしめ、逃げる口舌の法 斎藤勲 著 祥伝社  1978(ノン・ブック)
- カミさんなんかこわくない 山元清多 脚本,斎藤勲 ノベライズ 主婦と生活社  1998
- さらば『フォーカス!』 : アンカーライターが見た興亡の20年 斎藤勲 著 飛鳥新社  2001

### 舎人栄一名義
- 全国比較　わが県の実力番付 舎人　栄一／著 祥伝社  1970
- 畸人その世界 : 抱腹　驚倒　摩訶不思議 舎人　栄一／著 すばる書房  1975
- ゲリラ商法の発想 : ルームランナー集団のアマチュアリズムと計算 舎人栄一 著 こう書房  1978(Kou business)
- わが県の実力番付 : 全国比較　統計が明かす金力、知力から好色度まで 舎人　栄一／著 祥伝社  1980(ノン・ブック)
- 世界ドッキリ猟奇事件簿99 : 人間はここまで残酷になれるのか 舎人栄一 著 二見書房  1993(二見wai wai文庫)
- 実際に起きた猟奇事件99の謎 舎人栄一 著 二見書房  1994(二見wai wai文庫)
- 戦慄の猟奇事件簿 : 世界を震憾させた驚愕の残酷犯罪 舎人栄一 著 二見書房  1994(二見wai wai文庫)
- 山松ゆうきちの笑激情２ 山松ゆうきち 著 ; 舎人栄一/作 ; 田中よしゆき/作 オハヨー出版  (別冊エースファイブコミックス ; 43)

### 舎人周名義
- 侵蝕 : ギルガメシュの惨劇 : 書下ろし長編推理小説  舎人周 著　祥伝社 1999.6